# Biegnijmy w słońce
Biegnijmy w słońce – album kompilacyjny zawierający nagrania zespołu Rodzina Pastora z lat 1971–1972. Płyta ukazała się 23 października 2020 roku nakładem wydawnictwa GAD Records.
Rodzina Pastora grała akustycznie i nawiązywała do najwybitniejszych folk rockowych dokonań z Zachodu. Zespół, prowadzony w latach 1971–72 przez multiinstrumentalistę Dominika Kutę i legendę polskiej sceny folkowej, Piotra „Pastora” Buldeskiego, czerpał m.in. z muzyki formacji Crosby, Stills, Nash & Young. 
Niniejszy zbiór zawiera sesję telewizyjną zrealizowaną w listopadzie 1971 roku, z Marią Figiel w roli wokalistki, jak i nagrania radiowe grupy z 1972 roku. A także nagrania z płyty czwórki (EP), która ukazała się już po rozwiązaniu Rodziny Pastora i jest sygnowana nazwą Grupa Dominika. Całości dopełnia jedyne zachowane koncertowe nagranie zespołu.
Nagrania zostały zremasterowane z oryginalnych taśm z archiwum Polskich Nagrań, Polskiego Radia oraz Telewizji Polskiej. Do albumu dołączona jest książeczka ze zdjęciami grupy oraz szkicem na temat działalności zespołu. 

## Lista utworów[2][3]
1. „To tak jak sen” (muz. Marek Migdalski – sł. Piotr Buldeski)
2. „Gdy pełnoletnia będę Tom” (muz. Marek Migdalski – sł. Robert Burns, tłum. Zofia Kierszys)
3. „Ten kawałek świata” (muz. Dominik Kuta – sł. Piotr Buldeski)
4. „Trochę wiosny, trochę lata” (muz. Piotr Figiel – Janusz Kondratowicz)
5. „Ucieczka w deszcz” (muz. Dominik Kuta – Piotr Buldeski)
6. „Biegnijmy w słońce” (muz. Dominik Kuta – Marek Migdalski)
7. „Whole Lotta Love” (muz. i sł. Jimmy Page, Robert Plant, John Paul Jones, John Bonham, Willie Dixon)
8. „A gdy leci głaz” (muz. Marcin Roger – sł. Grzegorz Walczak)[4]
9. „Ogon pawia” (muz. Dominik Kuta – Marek Dagnan)
10. „Zawsze humor mam” (muz. Dominik Kuta – sł. Tadeusz Rzymski, właśc. Sławomir Pietrzykowski[5])
11. „Uśmiech trzeba mieć” (muz. Dominik Kuta – sł. Tadeusz Rzymski, właśc. Sławomir Pietrzykowski[5])
12. „Musisz w drodze być” (muz. Dominik Kuta – sł. Piotr Buldeski)
13. „Płoną ognie w nocy ciemnej” (muz. Alina Piechowska – sł. Ireneusz Iredyński)
14. „Musisz w drodze być” (muz. Dominik Kuta – sł. Piotr Buldeski) (live)

- Nagrano[2][3]:
- 1-7: Listopad 1971, Warszawa, Telewizja Polska.
- 8-13: 1972, Warszawa, Polskie Radio.
- 14: 14 czerwca 1972, Warszawa, Podwieczorek przy mikrofonie (wydanie 340).

## Skład zespołu[1][2]
- Maria Figiel – śpiew (1-2, 4-6)
- Zofia Borca – śpiew (8-9, 11-14)
- Dominik Kuta – śpiew (wokal wiodący: 8-10, 12, 14), gitara akustyczna, instrument klawiszowy
- Marek Migdalski – gitara akustyczna, śpiew
- Piotr Buldeski – gitara basowa, śpiew (wokal wiodący: 3)

## Opracowanie[2]
- Produkcja – Michał Wilczyński
- Współproducent – Łukasz Hernik
- Redakcja – Anna Piontek